# Смерть и жизнь
«Смерть и жизнь» (нем. Tod und Leben) — аллегорическая картина австрийского художника Густава Климта на важную для художника философскую тему о цикличности жизни, естественном течении времени, красоте молодости и неумолимости кончины. Картина была начата в 1908 и завершена в 1915 году. Относится к позднему периоду творчества. Впервые была представлена публике на международной художественной выставке в Риме в 1911 году ещё под названием «Страх перед смертью» и завоевала 1-ю премию, затем была серьёзно переписана Климтом под впечатлением от разразившейся мировой войны и участвовала в выставке венских художников в Берлинском сецессионе в 1916 году, где она демонстрировалась напротив «Левитации» Эгона Шиле. Хранится в венском Музее Леопольда, является вторым по размерам из сохранившихся произведений художника. 15 ноября 2022 года картина пострадала от климатических активистов. Они облили её чёрной масляной краской, призывая остановить бурение нефтяных и газовых скважин.
Две версии одной картины великолепно иллюстрируют изменения в представлениях художника о жизни и смерти, которые он выразил ещё в своей ранней работе 1895 года «Любовь». Почти квадратной форме полотно картины разбито на две части: слева одиноко стоит Смерть, укрытая синим одеянием так, что видны только череп и кости рук. На большей, правой части картины на цветочном лугу разместились люди, преимущественно женщины. В первом варианте картины, представленном в Риме, Смерть выглядела более тонким образом, почти бестелесным, с опущенным вниз черепом, наполовину закрытым синим одеянием в жирных чёрных крестах. Золотой нимб над черепом не только служил последним напоминанием о «золотом периоде» творчества, но отводил Смерти место в небесных сферах. Напротив Смерти на картине стояли пять человек с закрытыми глазами: мать и дитя, старуха и пара влюблённых. Их обнажённые тела отчасти скрывали ткани или покрывала, богато украшенные орнаментом. Люди не смотрели Смерти в лицо, но и не обнаруживали страха перед ней.
В современном варианте, представленном позднее в Берлине, Смерть с красной булавой в руках выглядит угрожающе: пустые глазницы усмехающегося черепа разглядывают клубок человеческих тел. Одеяние Смерти стало шире и выдаёт её телесные формы, как у женщины в узком платье. Золотой нимб пропал, фон картины уже не красно-коричневый, а переливается зелёным и синим. Цветочный луг стал больше, как и людей на нём. В самом низу женщина из влюблённой пары по-прежнему склонила голову так низко, что видны лишь её волосы, но они уже не ниспадают вниз и открывают её левую руку. Её мускулистый и смуглый мужчина обнимает подругу со спины правой рукой. Левая рука, которая в первом варианте поддерживала плечи женщины, теперь скрыта за его обнажённым торсом. Тело женщины частью закрыто тканью с преимущественно красным орнаментом, нижняя часть тела мужчины — полотном, напоминающим по своему орнаменту одеяние мужчины на картине «Поцелуй». Выше за мужчиной изображена пожилая женщина со смиренно склонённой вниз головой в синем уборе. Её глаза на впалом лице закрыты, как и у молодой матери с младенцем, лежащих за старухой. Мать одной рукой обнимает голого младенца, лежащего на спине, его личико прижимается к лицу молоденькой девушки, и эти две головки образуют рамку вокруг головы старухи. Рядом из полотен проглядывает ещё одна голова и ещё одно тело, причём не совсем ясно, принадлежат ли они одному человеку. На другой стороне луга, обращённой к Смерти, видны ещё две молодые девушки. У одной из них глаза широко открыты и она подняла руки к шее, как будто предчувствуя опасность.
Изображённый на картине клубок человеческих тел — очевидная отсылка к средневековым «пляскам смерти». Чтобы изобразить человечество, Климт представил не средневековые сословия, а «всех людей», разных возрастов и обоих полов, но с преобладанием молодых женщин. Об изображённых говорит и оттенок их кожи: женский пол, и стар и млад, обладают белой кожей, даже с синевато-зеленоватым оттенком, как в серии его картин о водяных нимфах. У младенца кожа здорового розового цвета, у взрослого мускулистого и спортивного мужчины, пышущего здоровьем, загорелая кожа. Похожую композицию, но без изображения мужчин, обнаруживает также законченная в 1913 году картина «Дева» из пражской Национальной галереи. Возможно, «Дева» послужила прообразом для новой версии картины «Смерть и жизнь». Ещё раз к этой композиции Климт вернулся в своей поздней и незаконченной работе «Невеста».